# Mesobracon
Mesobracon is een geslacht van schildwespen (Braconidae).

## Soorten
Deze lijst van 27 stuks is mogelijk niet compleet.
- M. atripennis Szepligeti, 1914
- M. cameroni Fahringer, 1928
- M. capensis Szepligeti, 1914
- M. concolor Szepligeti, 1906
- M. elegans Szepligeti, 1913
- M. fenestratus Brues, 1924
- M. giganteus Fahringer, 1928
- M. interstitialis Fahringer, 1928
- M. litura (Brulle, 1846)
- M. luteus (Cameron, 1910)
- M. maculiceps (Cameron, 1906)
- M. minor Brues, 1926
- M. niger Szepligeti, 1906
- M. nigriceps (Cameron, 1906)
- M. nigricornis Szepligeti, 1914
- M. pedalis Brues, 1926

- M. pulchripennis Szepligeti, 1902
- M. punctatus Szepligeti, 1914
- M. rugosus (Brulle, 1846)
- M. seyrigi Granger, 1949
- M. similis Szepligeti, 1904
- M. trimaculatus Szepligeti, 1914
- M. usambarensis Fahringer, 1928
- M. v-ornatus (Cameron, 1905)
- M. xanthocephalus Granger, 1949
- M. zombrus Fahringer, 1928
- M. zonatus Fahringer, 1928